# St. Johannes der Täufer (Margetshöchheim)

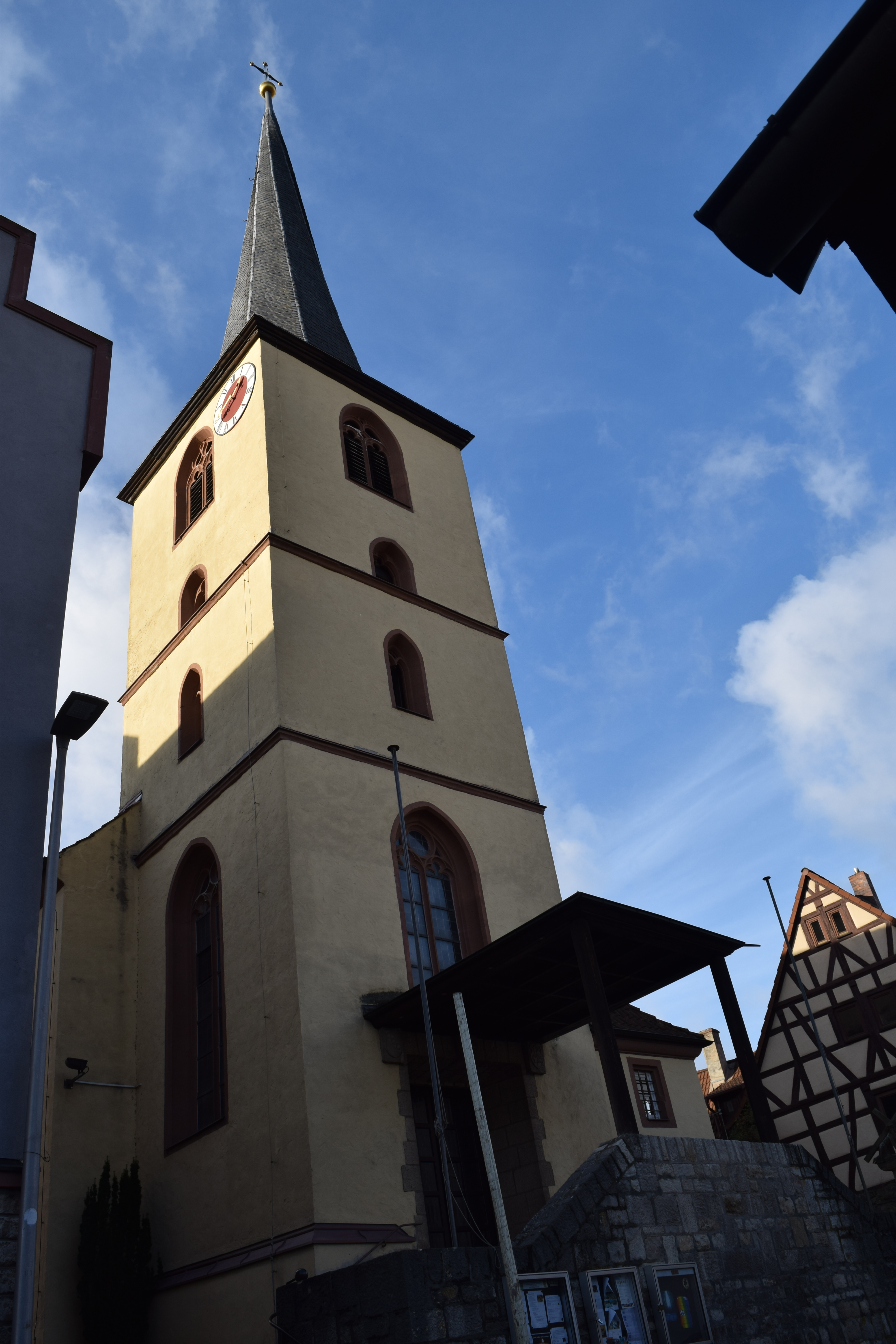
St. Johannes der Täufer in Margetshöchheim

Die römisch-katholische, denkmalgeschützte Pfarrkirche St. Johannes der Täufer steht in Margetshöchheim, einer Gemeinde im Landkreis Würzburg (Unterfranken, Bayern). Das Bauwerk ist unter der Denkmalnummer D-6-79-161-1 als Baudenkmal in der Bayerischen Denkmalliste eingetragen. Die Pfarrei gehört zur 
Pfarreiengemeinschaft Hl. Franziskus im Maintal (Zell am Main) im Dekanat Würzburg links des Mains des Bistums Würzburg.

## Beschreibung
Das Langhaus und der östliche Fassadenturm der Saalkirche wurden 1609 über mittelalterlichen Kern erbaut. Sie wurden später erweitert. Der Fassadenturm wurde aufgestockt, um die Turmuhr und den Glockenstuhl unterzubringen, und mit einem achtseitigen, schiefergedeckten Knickhelm bedeckt. Das Langhaus wurde 1953 nach Westen mit einem achteckigen Zentralbau erweitert, an den sich der dreiseitig geschlossene Chor anschließt.